# Institute of Radio Engineers
El Instituto de Ingenieros de Radio (IRE) fue una organización profesional, con sede en los Estados Unidos, que existió desde 1912 hasta 1962.
El 1 de enero de 1963 se fusionó con el Instituto Americano de Ingenieros Eléctricos (AIEE), formando así el Instituto de Ingenieros Eléctricos y Electrónicos (IEEE).

## Premios y galardones
El máximo galardón concedido por el IRE era la llamada Medalla de honor IRE, actualmente conocida como la Medalla de honor IEEE.
Este galardón es un premio anual y su primera entrega fue en 1917, a Edwin H. Armstrong.